# عماد المنیاوی
عماد المنیاوی (انگلیسی: Imed Meniaoui؛ زادهٔ ۱۹ آوریل ۱۹۸۳) بازیکن فوتبال اهل تونس است.
از باشگاه‌هایی که در آن بازی کرده‌است می‌توان به باشگاه فوتبال آفریقایی اشاره کرد.
وی همچنین در تیم ملی فوتبال تونس بازی کرده‌است.